# カーボン・ドラゴン (航空機)
カーボン・ドラゴン
(Carbon Dragon)
- 用途：グライダー
- 分類：マイクロリフト・グライダー、ホームビルト機
- 設計者：Jim Maupin
- 製造者：不定(ホームビルト機であるため)
- 初飛行：1988年
- 生産数：少なくとも4機
- 運用状況：図面頒布終了
- ユニットコスト：2,000 USドル(1988年時点の推定額)

カーボン・ドラゴン(Carbon Dragon)は、Jim Maupinによってアメリカで設計された高翼単座グライダーであり、ホームビルト機の図面として頒布されていた。図面頒布は終了している。

## 設計及び開発
アメリカ連邦航空規則(14 CFR Federal Aviation Regulations)第103部 "Ultralight Vehicles"では空虚重量155 lb (70 kg) 以下の無動力航空機をハンググライダーとして分類しており、カーボン・ドラゴンは、このアメリカ連邦航空規則第103部を利用することで、パイロット免許、アメリカ連邦航空局による機体番号登録、耐空証明不要で飛行することができるように意図された。カーボン・ドラゴンの標準的な空虚重量は145 lb (66 kg)であり、190 lb (86 kg)を積載したとき、全備重量335 lb (152 kg)となる。本機の開発の根底にある理念は、パイロット自身の足で発航(フットランチ)する機体のソアリング性能を、比較的低性能なグライダーと同じ領域まで向上させることだったと、設計者は語った。カーボン・ドラゴンは、概念上はVector 1 (航空機)に類似させることを意図されていた。
下記のMaupinによる説明の通り、当初の設計はより複雑な航空機とするつもりだったという。
結果として、カーボン・ドラゴンは、翼幅13.4 m (44 ft)の主翼を持つ、より単純かつより軽量な最終形態へと再設計された。
カーボン・ドラゴンは、軽量化のために主翼桁フランジ、操縦系統のロッド、フラッペロン及び楕円断面のテールブームに注意深く炭素繊維が使用されたことを除けば、基本的には典型的な木材とドープ塗装された羽布を用いたグライダーである。操縦系統のトルクチューブはアルミニウムパイプに炭素繊維を積層し、炭素繊維が硬化した後に、酸のプールに沈めてアルミニウムパイプを溶かして製作される。コクピットは密閉式で全体が覆われており、後により大柄なパイロットに合わせていくつかの改修が行われたが、当初の設計では腰部分の幅が43.2 cm (17 in)、肩部分の幅が63.5 cm (25 in)だった。機体の主な構造は、胴体の両側に1本ずつ配置された三角断面のトルクチューブで構成されている。主翼の翼型にはIvr Culverがカーボン・ドラゴンのために設計したCulver SDが用いられ、翼幅全体に亘って30%翼弦長のフラッペロンが設けられている。このフラッペロンはフラップとしての舵角は-5度 ~ +15度であり、エルロンとしては差動比4:1で−4度 ~ +16度の舵角を持つ。フラッペロンは、サイドスティック式操縦桿と接続され、胴体内部に垂直に取り付けられた2本のプッシュロッドで動かされる。主桁より前方の主翼リブには6.35 mm (1⁄4 in)厚の5層のマホガニー合板が使用され、主桁から後方は1辺7.94 mm (5⁄16 in)の正方形断面のスプルース材が使用されている。降着装置はコクピット底の扉に取り付けられた固定された1輪式となっている。この扉はパイロットがフットランチの際に機体を持ち上げることができるようになっている。この機体はフットランチの際にパイロットが転んだ場合も、パイロットの体が胴体後方の空間に納まり、機体の下敷きにならないよう設計されている。終局荷重倍数は±7.5、制限荷重倍数は±5.0である。
カーボン・ドラゴンはフットランチ、飛行機曳航、ウインチ曳航、自動車曳航、ゴム索発航ができるよう設計された。
1988年10月、Maupinは、プロトタイプ機が体重54 - 95 kg (120 - 210 lb)の範囲の異なるパイロット10名によって飛行し、沈下率0.51 m/s (100 ft/min)を達成し、自動車曳航、飛行機曳航、ゴム索曳航によって発航したことを報告した。一方で、フットランチは行われなかった。1988年10月時点でMaupinはカーボン・ドラゴンの製作は2,000 USドルのコストと1000 ~ 1500時間の製作時間を要すると推定した。
頒布されていた当時、図面は大きさ61 cm × 122 cm (2 ft × 4 ft)の23枚組で構成されており、150 USドルで売られていた。
少なくとも1機のカーボン・ドラゴンは、同じ設計者により設計されたウィンドローズで使われたものに似たコクピットの天井部分に取り付ける形式の5角形のスポイラーを追加する改造を受けた。

## 運用史
初期の試験飛行はカリフォルニア州テハチャピ付近で610 m (2,000 ft) の曳航索を使用した自動車曳航により実施された。その中には夜間の収束帯上昇気流を利用した数回の45分間のソアリングをが含まれていた。設計者はプロトタイプ機の飛行の多くを彼自身で実施し、「飛ぶことが非常に楽しく、全ての出来事が非常にゆっくりと起こる」と語っている。
1988年10月、Maupinは図面が70セット売れたことを公表した。
定期的に開催されるハンディキャップなしのクロスカントリー競技会であるKansas Kowbell Klassic1994年大会でGary Osobaはカーボン・ドラゴンを操縦して飛行距離290 km (180 mi)を記録し、優勝した。さらに Gary Osobaは1995年7月にマイクロライト航空機カテゴリー三旋点距離種目のアメリカ記録及び世界記録のため382.12 km (237.440 mi)の飛行を行い、続けて1995年8月には往復コース距離種目で185.91 km (115.52 mi)、1995年9月には100km三角コース速度、三角コース距離種目でそれぞれ39.40 km/h (24.48 mph)、214.08 km (133.02 mi) のアメリカ記録及び世界記録を樹立した。

前述の通り、カーボン・ドラゴンはアメリカ連邦航空規則第103部に適合するハンググライダーと見なされ、アメリカ連邦航空局の機体番号登録を必要としないことから、正確な完成機数は把握できていない。しかしSoaring Directoryは4機が飛行したことがあると報告している。

## 派生型

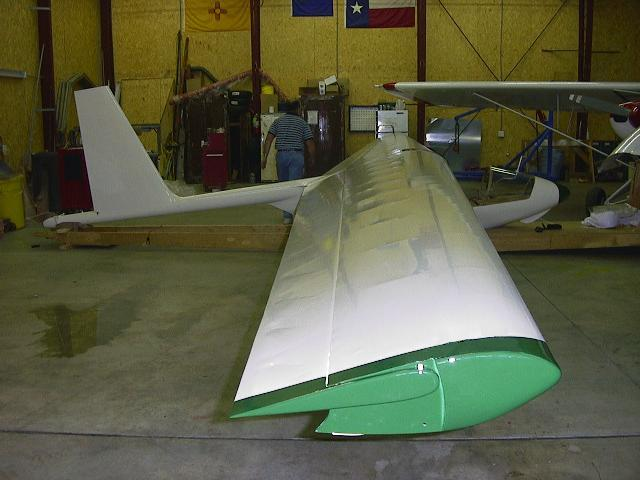
製作中のSteve Arndtのマジック・ドラゴン

カーボン・ドラゴン
初期型
マジック・ドラゴン
Steve Arndtにより開発された改良型

## 性能諸元(カーボン・ドラゴン)
出典: Sailplane Directory and Jim Maupin
諸元
- 乗員: 1
- 全長: 6.1 m （20.0 ft）
- 全高:
- 翼幅: 13.41 m（44.0 ft）
- 翼面積: 14.246 m2 （153.34 ft2）
- 翼型: Culver SD
- 空虚重量: 65.8 kg （145 lb）
- 運用時重量: 152.0 kg （335 lb）
- アスペクト比: 12.62:1

性能
- 失速速度: 35.2 km/h （19 kt/21.9 mph）
- 翼面荷重: 10.64 kg/m2 （2.18 lb/ft2）
- 滑空比: 25:1 (56 km/h (35 mph))
- 荷重倍数: ± 7.5(終局)、± 5.0(制限)
- 沈下率: 0.51 m/s (100 ft/min)

## 関連事項
- マイクロリフト・グライダー
- Sierra (航空機)（英語版）
- Vector 1 (航空機)（英語版）
- RP-1 (航空機・アメリカ)（英語版）
- アーケオプテリクス (航空機)